# Dorotów
Dorotów [pronunciación en polaco: /dɔˈrɔtuf/] es un asentamiento ubicado en el distrito administrativo de Gmina Sulejów, dentro del condado de Piotrków, voivodato de Łódź, en el centro de Polonia. Se encuentra aproximadamente a 8 kilómetros al sur de Sulejów, a 18 kilómetros al sureste de Piotrków Trybunalski, y a 62 kilómetros al sureste de la capital regional, Łódź. 